# 草耙

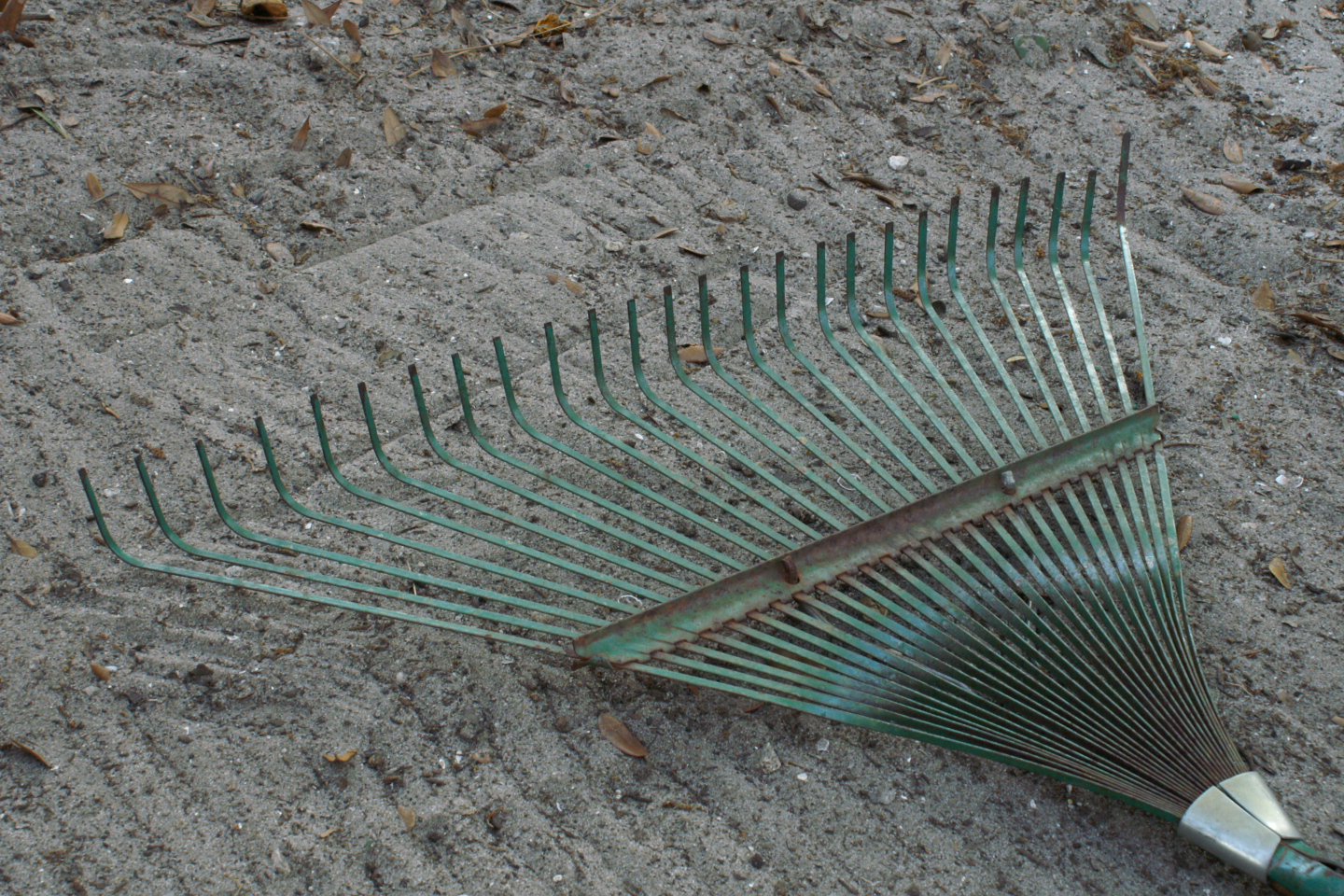
草耙

草耙，日語稱為「熊手」，是耙的一種，用作整理在地上的乾草、落葉，以及耙平土壤等。耙頭呈扇形，傳統上以竹、木製作，現代又有金屬和塑膠製作的草耙。
除了作為工具使用外，草耙也是日本一種厭勝物，寓意抓住福氣和財富，這種有特別裝飾的草耙稱為「緣起熊手（縁起熊手）」，常於十一月酉日舉辦的酉之市中售賣。在日本新年會作為一種年飾，新年前人們會把緣起熊手掛在牆上，作用類似朝鮮半島的福笊篱。
此外，草耙也可以作為冷兵器使用。